# دائرة فيض البطمة
دائرة فيض البطمة هي دائرة إدارية من دوائر الجزائر وتتبع لولاية الجلفة. تضم الدائرة بلديات فيض البطمة وعمورة وأم العظام.